# Oospila fenestrata
Oospila fenestrata är en fjärilsart som beskrevs av Max Joseph Bastelberger 1911. Oospila fenestrata ingår i släktet Oospila och familjen mätare. Inga underarter finns listade i Catalogue of Life.